# Rozmiary prącia człowieka
Rozmiary penisa człowieka – długość i obwód prącia mężczyzny.
W porównaniu do innych naczelnych, nawet tych o większych posturach jak np. goryle, prącie człowieka jest szczególnie duże. Ludzki penis jest dłuższy i grubszy pod względem wartości bezwzględnej oraz w stosunku do rozmiarów reszty ciała niż penisy innych naczelnych. Natomiast wśród innych kręgowców rekord długości penisa w stosunku do rozmiarów ciała należy do kaczki sterniczki argentyńskiej, której penis osiąga średni rozmiar 22 cm. Wśród ssaków największe penisy, przekraczające 2,5 m, mają płetwale błękitne.

## Technika badania
Zalecane jest kilkakrotne powtórzenie czynności mierzenia długości prącia w pewnych odstępach czasu (najlepiej w różnych dniach), a następnie uśrednienie otrzymanych wyników. Różnice w wynikach pomiarów wiążą się między innymi z takimi czynnikami jak temperatura pomieszczenia, stopień podniecenia seksualnego, czas, który upłynął od poprzedniej erekcji, pora dnia oraz błąd pomiaru.

### Długość
Długość powinna być mierzona w pozycji stojącej, na stronie grzbietowej prącia, od podstawy do szczytu. Rezultaty są błędne podczas mierzenia go po stronie brzusznej lub bocznej.

### Obwód
Obwód należy mierzyć podczas pełnej erekcji w trzech miejscach – tuż pod żołędzią, u podstawy oraz pomiędzy tymi dwoma miejscami, a następnie wyliczyć średnią z pomiarów.

## Dane statystyczne
Wyniki różnią się nieco w zależności od metodologii badania, wydaje się jednak, że długość ludzkiego penisa wynosi około 12,9–15,0 cm z 95-procentowym poziomem ufności (w rozpiętości 10,7–19,1 cm). Typowy obwód wynosi w przybliżeniu 12,6 centymetra, o ile występuje pełna erekcja. Średnia wielkości penisa jest nieco większa od mediany wielkości; innymi słowy większość penisów jest poniżej statystycznej średniej rozmiaru.

### Tuż po urodzeniu
90% urodzonych chłopców ma penisa o długości pomiędzy 2,4 a 5,5 cm, ze średnią wynoszącą 3,5 centymetra. W innym badaniu noworodki miały penisy o średniej długości 2,8 centymetra i średnim obwodzie 0,8 centymetra (badanie 336 chłopców); stwierdzono dodatnią korelację z wiekiem ciążowym natomiast nie stwierdzono korelacji z obwodem głowy, wzrostem ani masą. Prącie nie powiększa się bardzo do piątego roku życia – średnia wynosi 3,95 cm w trzecim miesiącu, 4,26 w szóstym, a roczne dziecko ma 4,6-centymetrowe prącie. Pięciolatek ma penisa o długości 6 centymetrów. Dalszy rozwój do początku okresu dojrzewania jest bardzo słaby. W 1943 roku W.A. Schonfeld opublikował krzywą rozmiaru prącia w zależności od wieku.

### Długość podczas erekcji
Wykonano kilka naukowych badań pomiaru długości penisa w stanie erekcji u dorosłych mężczyzn. Badania, które opierały się na pomiarach własnych narządów płciowych (włączając w to ankiety internetowe) konsekwentnie dawały większe rozmiary penisa od tych prowadzonych metodą naukową.
Następujące badania były przeprowadzone przez personel, ale każde z nich obejmuje wyłącznie specyficzną podgrupę z całej populacji, dlatego wyniki mogą być nieprawidłowe.
- Badania opublikowane we wrześniu 1996 roku w Journal of Urology podają średnią długość prącia jako 12,9 cm (mierzone przez personel)[7]. Erekcję wywołano u 80 zdrowych mężczyzn (średnia wieku 54 lata; różne grupy etniczne) metodą farmakologiczną. Celem badania było dostarczenie informacji dotyczących wielkości penisa, które mogłyby pomóc pacjentom rozważającym jego powiększenie. Stwierdzono również, że ani wiek badanego, ani wielkość zwiotczałego penisa nie pozwala przewidzieć jego długości podczas erekcji.
- Opublikowane w International Journal of Impotence Research w grudniu 2000 roku dane podają, że średnia długość prącia wynosi 13,6 cm (mierzone przez personel)[8]. Celem badania było ustalenie cech klinicznych zwiotczałego penisa, aby przewidzieć jego wielkość podczas erekcji. Zmierzono wielkość prącia podczas wywołanej farmakologicznie erekcji u 50 osób cierpiących na impotencję; wyniki nie uwzględniają osób, u których dysfunkcje erekcji mogą być spowodowane czynnikami innymi niż na tle psychicznym.
- Według pomiarów prowadzonych przez LifeStyles Condoms średnia długość prącia wynosi 14,9 cm, ze średnim odchyleniem 2,1 cm (mierzone przez personel)[9]. Głównym celem badania, przeprowadzonego podczas wakacji 2001 roku w Cancún (Meksyk), było ustalenie odpowiednich rozmiarów dla prezerwatyw. 401 mężczyzn zgodziło się na dokonanie pomiaru, z czego 300 było zdolnych do osiągnięcia erekcji (wzwodu nie indukowano farmakologicznie).
- Opublikowane w 2007 roku badanie 3300 włoskich nastolatków w wieku 17–19 lat, wolnych od wad rozwojowych prącia oraz od schorzeń endokrynologicznych, dało średni wynik długości penisa podczas erekcji jako 12,5 centymetra[14]. W badaniach tych zauważono dodatnią korelację z wielkością ciała.

### Rozmiar penisa a rasa
Rzekome różnice rasowe doprowadziły do powstania mitów seksualnych. Jednym z takich mitów jest przypisywanie większych rozmiarów członka Murzynom co nie znalazło potwierdzenia w licznie przeprowadzonych badaniach. Jednym z nich jest badanie z 2005 roku.
Podtrzymywaniem i rozpowszechnianiem mitu posiadania przez Murzynów dużych penisów jest w największym stopniu zainteresowany przemysł pornograficzny, który zarabia na tym micie duże pieniądze.
Badanie przeprowadzone na 253 mężczyznach z Tanzanii wykazało, że średnia długość rozciągniętego wiotkiego penisa u tanzańskich mężczyzn wynosi 11,5 cm (4,53 cala), mniej niż średnia światowa, długość rozciągniętego wiotkiego penisa wynosi 13,24 cm (5,21 cala) a średnia długość penisa we wzwodzie 13,12 cm (5,17 cala).
Badanie przeprowadzone na 115 mężczyznach z Nigerii wykazało, że średnia długość wiotkiego rozciągniętego penisa nigeryjskich mężczyzn wynosi 13,37 cm (5,26 cala), co jest prawie identyczne ze średnią światową długości rozciągniętego wiotkiego penisa wynoszącą 13,24 cm (5,21 cala) a przeciętny długość penisa we wzwodzie wyniosła 13,12 cm (5,17 cala).
Badanie z 2014 roku, przeprowadzone w latach 2011-2013 na 5196 chińskich mężczyznach, wykazało, że średnia długość penisa w stanie zwisu wynosiła 6,55 cm (2,57 cala), średnia długość wiotkiego rozciągniętego penisa wynosiła 12,9 cm (5,08 cala), a średnia długość w stanie wzwodu wynosiła około 12,9 cm (5,08 cala). Stwierdzili, że „odkryli również, że wymiary prącia są różne w różnych grupach etnicznych, ale potrzebne są dalsze badania, aby to potwierdzić”. Jednak „różne grupy etniczne”, o których mowa w badaniu, to grupy etniczne należące do populacji chińskiej.
Badanie przeprowadzone w 2016 roku na 248 koreańskich mężczyznach wykazało, że średnia długość penisa we wzwodzie wynosiła 13,53 cm (5,33 cala).
Systematyczny przegląd 15 521 mężczyzn z 2015 r nie znalazł „żadnych oznak różnic w zmienności rasowej” i stwierdził, że nie jest możliwe wyciągnięcie jakichkolwiek wniosków na temat wielkości i rasy na podstawie dostępnej literatury i że należy przeprowadzić dalsze badania.
Według Aarona Spitz, urologa, wiele stron internetowych i badań promujących zróżnicowane wielkości penisa między rasami wykorzystuje nienaukowe metody zbierania informacji i często ignoruje sprzeczne dowody. Dochodzi do wniosku, że „kiedy naprawdę dobrze przyjrzysz się nagim danym, nie ma tam zbyt wielu [pokazujących różnice rasowe w rozmiarze penisa]”.

### Obwód
Średni obwód prącia wynosi 12,6 centymetrów ze średnim odchyleniem 1,3 cm. Podobnie jak w przypadku długości penisa, badania oparte na ankietach podają większy obwód od pomiarów dokonywanych przez personel. W badaniu we Włoszech (patrz wyżej), średni obwód zwiotczałego penisa wyniósł 10 centymetrów.

### Wielkość zwiotczałego penisa
W jednym z pomiarów długość zwiotczałego penisa wynosiła średnio 8,75 centymetra. Wielkość prącia zwiotczałego nie koreluje z jego rozmiarem podczas erekcji; niektóre małe penisy stają się duże podczas wzwodu. Pod wpływem mechanicznego pobudzenia (jakim jest sama czynność mierzenia) członek może ulegać wzwodowi na skutek odruchowej reakcji kontaktowej na poziomie rdzenia.

### Zależność od orientacji seksualnej
Mężczyźni o orientacji homoseksualnej podawali w ankietach większą średnią długość penisa niż mężczyźni heteroseksualni, przy czym wyjaśnienie rozbieżności otrzymanych wyników nie jest jednoznaczne.

### Wpływ środowiska
Zasugerowano, że długość prącia nie jest zdefiniowana wyłącznie genetycznie, ale także środowiskowo. W przypadku dysfunkcji układu endokrynologicznego, spowodowanego na przykład ekspozycją na czynniki chemiczne, występuje patologia w zakresie narządów płciowych u obu płci (obok wielu innych problemów).

## Chirurgiczne powiększanie penisa
Próby chirurgicznego powiększania rozmiarów penisa są znane w urologii od bardzo dawna. Mediana wieku mężczyzn wyrażających chęć przystąpienia do zabiegu wynosi 27 lat, przy czym większość z nich ma narządy płciowe normalnych rozmiarów
Dwie głównie stosowane metody:
- chirurgiczne wydłużanie penisa – polega na przecięciu więzadła wieszadłowego prącia; fizjologicznie przytrzymuje ono prącie, w przypadku jego braku penis opada, pozornie wydłużając się o 1–3 centymetry[28]
- poszerzanie penisa – polega na iniekcji PMMA, silikonu oraz innych związków, co skutkuje powiększeniem tego narządu[29]

## Wielkość penisa w różnych kulturach

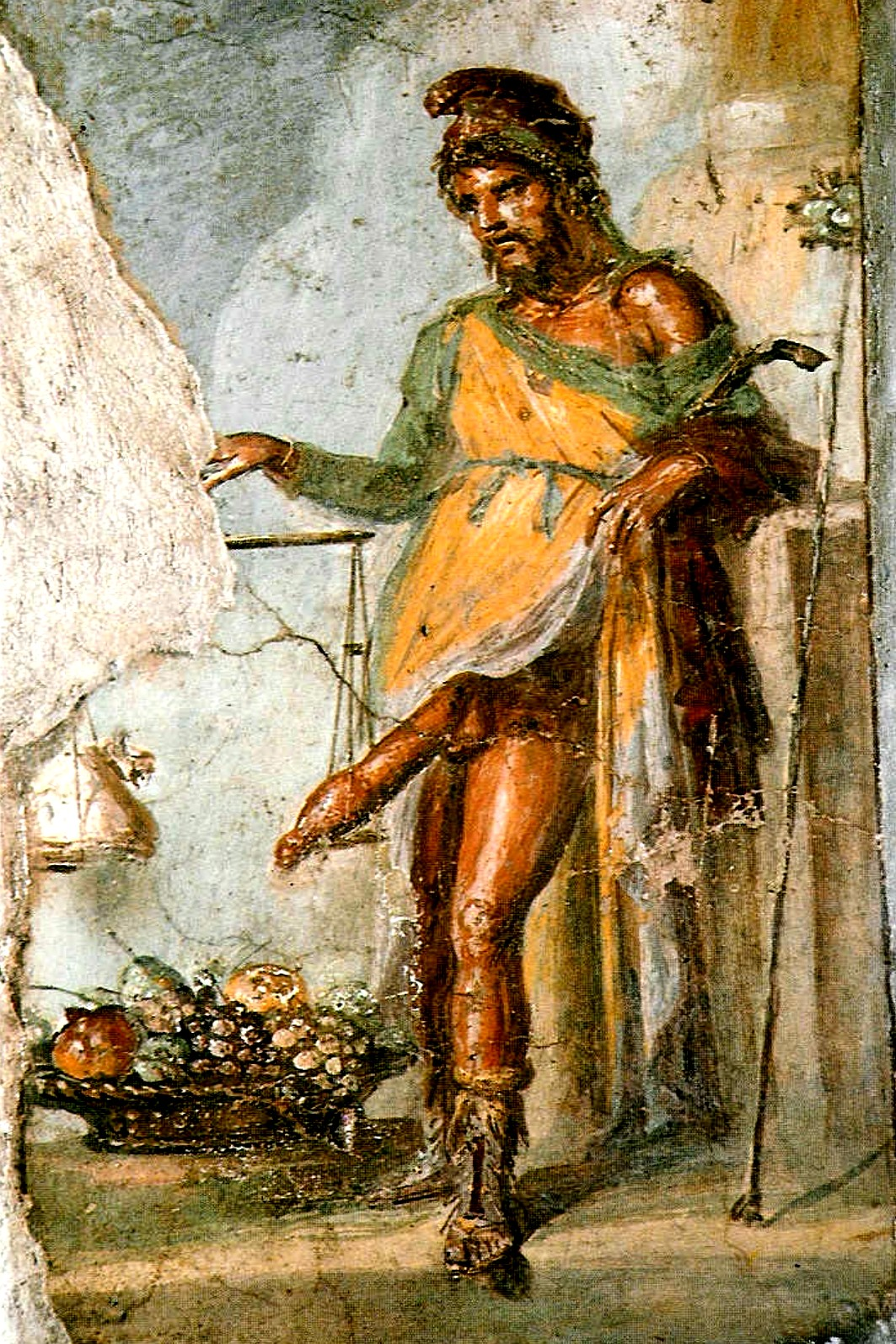
Fresk z Pompei przedstawiający Priapa, greckiego boga o ogromnym prąciu.

### Postrzeganie dawniej
W sztuce starożytnej Grecji genitalia są zazwyczaj mniejsze niż można by się spodziewać po wielkości rzeźby. Podobnie jest z ascetyczną sztuką renesansową; czego przykładem może być rzeźba Dawida. Zdaniem Kennetha Dovera grecka sztuka przywiązywała co prawda dużą wagę do narządów płciowych, ale twórcy nie wykazywali obsesji na punkcie ich wielkości.
Według wniosków wyciągniętych przez dziennikarzy Chicago Reader starożytni Grecy mały i nieowłosiony penis postrzegali jako męski, natomiast prącie o dużych rozmiarach jako komiczne i groteskowe.

### Postrzeganie obecnie
W kulturze euroamerykańskiej i chińskiej kobiety uważają dłuższe i grubsze penisy za atrakcyjniejsze.
Badania z 2005 roku pokazują, że jedynie 50 procent mężczyzn jest zadowolonych z wielkości swojego prącia, podczas gdy 70 procent kobiet jest „bardzo zadowolonych” z wielkości narządów płciowych swoich partnerów; tylko 6 procent uważa, że mogłyby być one większe. W tych samych badaniach 70 procent kobiet było niezadowolonych z rozmiaru swoich piersi, podczas gdy większość (56%) mężczyzn uznawała je za odpowiednie; około 20 procent pragnęłoby większych u swoich partnerek.
W Nigerii istnieje wierzenie, że długi penis występuje u mężczyzn o wątłej budowie ciała oraz o płaskich pośladkach.

## Wielkość penisa a kobiety
Część mężczyzn przecenia rolę głębokiej penetracji pochwy w stymulacji kobiet, która ma prowadzić do osiągnięcia orgazmu, jednocześnie nie doceniając roli gry wstępnej. Najbardziej wrażliwy obszar narządów płciowych u kobiety obejmuje srom, łechtaczkę oraz pierwsze 10 centymetrów pochwy mierzone od strony zewnętrznej. Ponadto u kobiet wrażliwie unerwiony jest większy obszar na zewnątrz ciała niż dawniej przypuszczano. Penisy większości mężczyzn przekraczają długość 10 centymetrów, a więc posiadają wystarczającą długość do efektywnego stymulowania partnerki. Jednocześnie 34% ze 323 przebadanych szkockich studentek (160 z nich miało wystarczające doświadczenie seksualne aby zostać ujęte w wynikach) zadeklarowało, że penis dłuższy od 15,5 cm zwiększa u nich szanse na osiągnięcie orgazmu pochwowego. Inne badanie potwierdziło ten wniosek. Inne badanie wykazało, że kobiety preferują nieprzeciętnie duże penisy tylko u wysokich i posiadających szerokie ramiona mężczyzn. W badaniu z 2014 roku wykazano, że gdy kobiety wybierają partnera na jedną noc preferują u niego grubszego penisa niż przy długotrwałych związkach. Średnia długość wybieranych penisów to 16,5 cm.